# Berg, Bruck an der Leitha
Berg là một thị trấn ở huyện Bruck an der Leitha trong bang Niederösterreich ở nước Áo. Đô thị này có diện tích 9,47 km², dân số năm 2001 là 674 người. Đô thị này, cùng với Wolfsthal đã thuộc đô thị Wolfsthal-Berg cho đến năm 1996.
Đô thị này có đường băng biên giới với Slovakia.